# Kirche von Hangvar

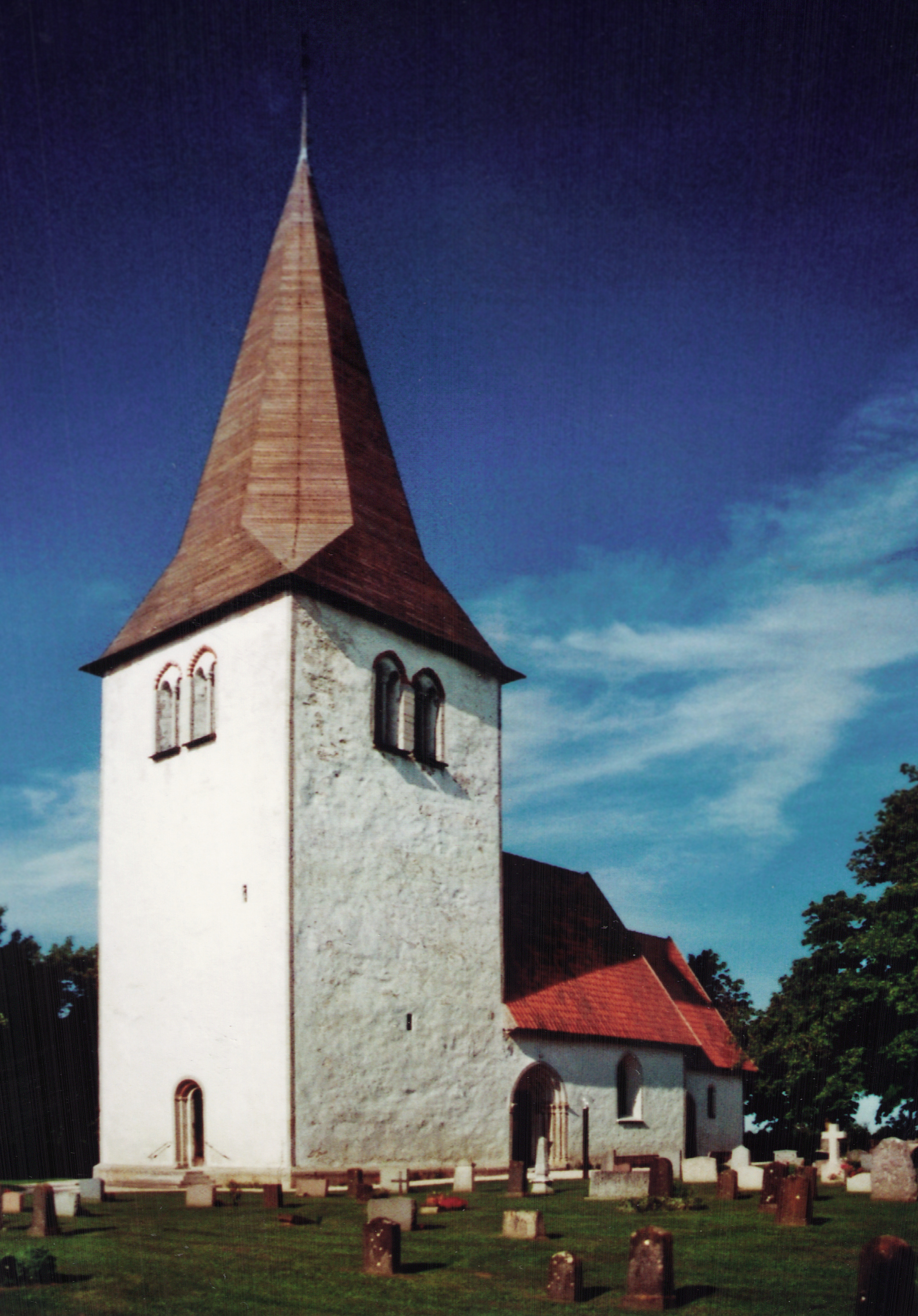
Kirche von Hangvar

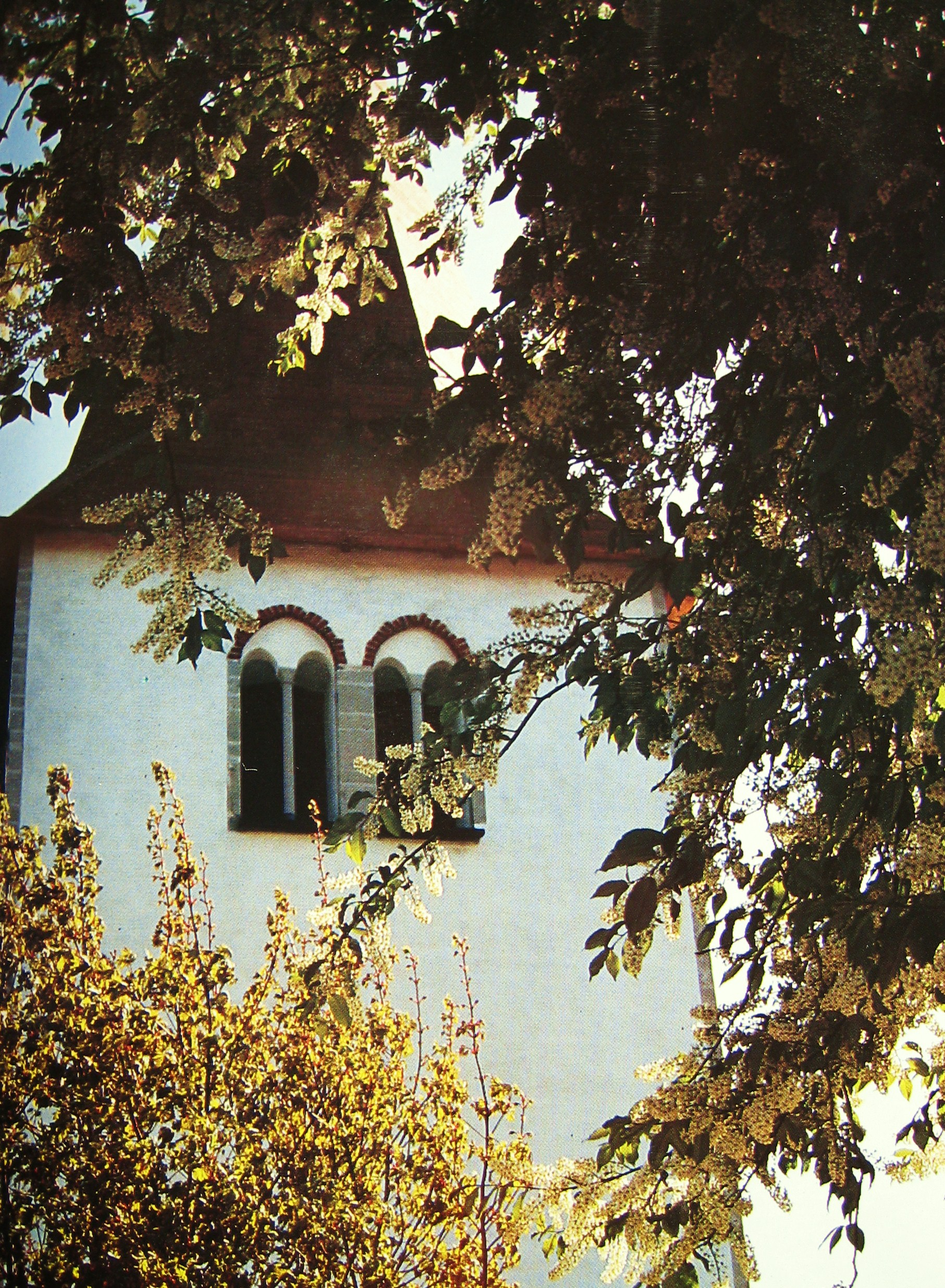
Schallöffnungen der Kirche von Hangvar im Sommer

Die Kirche von Hangvar (schwedisch Hangvar kyrka) ist eine Landkirche auf der schwedischen Insel Gotland. Sie gehört zur Kirchengemeinde (schwedisch församling) Forsa und zum Pastorat Lärbro im Bistum Visby.

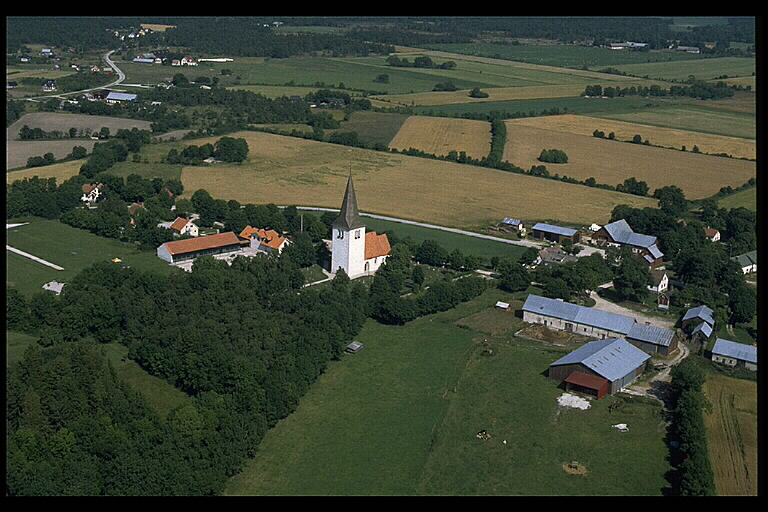
Kirche von Hangvar

## Lage
Die Kirche liegt in der nordwestlichen Ecke Gotlands, 32 km nordöstlich von Visby, 16 km nördlich von Slite und 8,5 km nordwestlich von Lärbro.

## Kirchengebäude
Die Kirche von Hangvar scheint ein nahezu einheitlich aufgeführtes Bauwerk aus dem 13. Jahrhundert zu sein. Chor und Langhaus sind allerdings älter als der Turm, der noch einen abgeschrägten Sockel aufweist. Die Sakristei entstand im 18. Jahrhundert. Wahrscheinlich sind die übrigen Sockel, wie bei der När verwittert. Beim Turm- und Chorportal sowie bei den Einfassungen der Fenster wurden (ähnlich wie bei der Vall) Ziegel verwendet. Über dem Langhausportal mit seinen verzierten Kapitellbändern ist, wie bei der Gammelgarn, ein gekrönter Männerkopf aus Kalkstein eingemauert. Die vier Gewölbe des Langhauses ruhen auf einer Mittelsäule, deren Basis, wie die der Taufe in der Björke groteske Eckköpfe aufweist. Der Chor zeigt noch die niedrigen rundbogigen Fenster aus dem Mittelalter, während die großen Fenster in der Südwand des Langhauses im 19. Jahrhundert hinzukamen.

## Ausstattung
Die Taufe (Muschelcuppatyp) aus Kalkstein stammt aus der Entstehungszeit der Kirche (ca. 1250) und ist das einzige erhaltene Inventar aus dem Mittelalter.
Jedoch befinden sich im Museum Gotlands Fomsal in Visby sechs mittelalterliche Holzplastiken, die einst nach Hangvar gehörten, darunter ein fragmentarisches Triumphkruzifix aus dem 12. Jahrhundert. Eine Rekonstruktion des Kreuzes hängt seit 1986 im Triumphbogen. Die Kanzel wurde im Jahre 1633 hergestellt. Diese Jahreszahl gilt vermutlich jedoch nur für den Kanzelkörper, während die Treppe und die Decke im späteren 17. Jahrhundert hinzukamen. Eine Zeitlang wurde ein kleines Kruzifix, das mit G.L.B. 1682 signiert ist, als einziger Altarschmuck verwandt. Der Altaraufsatz aus Holz mit einer gemalten Abendmahlsdarstellung entstand der Inschrift zufolge im Jahre 1684.
Die Kirche wurde 1952/53 einer Restaurierung nach Plänen des Architekten Erik Fant unterzogen.